# Ben McAdoo
Benjamin Lee "Ben" McAdoo, född 9 juli 1977 i Homer City i Pennsylvania, är en amerikansk tränare i amerikansk fotboll. Han har bland annat tränat Green Bay Packers som vann Super Bowl XLV (2011). Tom Coughlin tog in Ben McAdoo som biträdande tränare 2014 och han ersatte då Tom Coughlin som gick i pension som huvudtränare för New York Giants 2016.

## Karriär

### Tränarkarriär

#### Universitetnivå
- Michigan State  2001 (assisterande tränare)
- Fairfield University 2002 (assisterande tränare)
- University of Pittsburgh 2003 (assisterande tränare)

#### NFL-nivå
- New Orleans Saints 2004 (tränare)
- San Francisco 49ers  2005 (assisterande tränare)
- Green Bay Packers 2006-2013 (assisterande tränare)
- New York Giants 2014-2015 (assisterande tränare)
- New York Giants 2016- (tränare)